# 中野村 (兵庫県)
中野村（なかのむら）は、兵庫県有馬郡にあった村。現在の三田市の中部、武庫川の左岸にあたる。

## 地理
- 山岳：有馬富士、千丈寺山
- 河川：武庫川、青野川

## 歴史
- 1889年（明治22年）4月1日 - 町村制の施行により、加茂村（飛地を除く）・東野上村・福島村・宮脇村・末村・北浦村・下青野村・上青野村および上井沢村の飛地の区域をもって発足。
- 1943年（昭和18年）12月20日 - 貴志村の一部（大字馬渡・上内神・中内神・沢谷・下内神・広沢・広野・上井沢・下井沢・西野上）と合併して広野村が発足。同日中野村廃止。

## 村長
- 後藤正雄

## 交通

### 鉄道路線
現在は旧村域にJR宝塚線の新三田駅が所在するが、当時は未開業。